# Miroslav Klose
Miroslav Klose (polj. Mirosław Marian Klose) (Opole, Poljska, 9. lipnja 1978.)njemački je nogometni trener i bivši nogometaš poljskih korijena. Trenutačno je trener njemačkog kluba 1. FC Nürnberg. Kao igrač igrao je na poziciji napadača. 
Njegova majka Barbara (rođena kao Barbara Jeż) je bila član rukometne reprezentacije Poljske (82 međunarodne utakmice), a otac Josef Klose je bio poljski profesionalni nogometaš koji je igrao za Odru Opole. Obitelj se prvo preselila u Francusku, gdje je Jozef igrao za Auxerre i kasnije, 1987., u Kusel u Njemačkoj.
Dana 8. srpnja 2014. Klose je postao najbolji strijelac svih svjetskih nogometnih prvenstava sa 16 zgoditaka i tako prestigao brazilskog Ronalda.
S Elfom je 2014. godine postao svjetski prvak osvojivši Svjetsko prvenstvo koje se održavalo u Brazilu.
Dana 11. kolovoza 2014. Klose se oprostio od njemačke nogometne reprezentacije nakon odigranih 137 utakmica i postignutih 71 zgoditaka.
U studenom 2016. godine je Klose završio svoju igraču karijeru i dobio posao u stručnom stožeru njemačke reprezentacije.

## Nagrade i uspjesi
Njemačka
- Svjetsko prvenstvo: 2014.